# Jeong Ho-yeon
Jeong Ho-yeon (정호연?; Mokpo, 28 settembre 2000) è un calciatore sudcoreano, centrocampista del Minnesota Utd e della nazionale sudcoreana.

## Carriera

### Club
Jeong ho-yeon è cresciuto nella Università di Dankook con cui ha giocato un incontro ufficiale in Coppa di Corea del Sud nel 2019. Nel 2022 è stato acquistato dal Gwangju con cui ha subito vinto la K League 2 da titolare. Il 25 febbraio 2023 ha debuttato in K League 1 nell'incontro vinto 1-0 contro il Suwon ed il 10 giugno ha segnato il suo primo gol contro il Daejeon Hana Citizen. Al termine della stagione è stato eletto miglior giovane calciatore della massima divisione coreana.

### Nazionale
Nel 2023 ha partecipato e vinto i Giochi asiatici con la nazionale sudcoreana Under-23.
L'11 marzo 2024 ha ricevuto la sua prima convocazione in nazionale maggiore in vista della doppia sfida contro la Thailandia valida per le qualificazioni al Mondiale 2026.

## Statistiche

### Presenze e reti nei club
Statistiche aggiornate al 19 marzo 2024.
| Stagione        | Squadra               | Campionato      | Campionato | Campionato | Coppe nazionali | Coppe nazionali | Coppe nazionali | Coppe continentali | Coppe continentali | Coppe continentali | Altre coppe | Altre coppe | Altre coppe | Totale | Totale | Totale |
| Stagione        | Squadra               | Comp            | Pres       | Reti       | Comp            | Pres            | Reti            | Comp               | Pres               | Reti               | Comp        | Pres        | Reti        | Pres   | Reti   |        |
| --------------- | --------------------- | --------------- | ---------- | ---------- | --------------- | --------------- | --------------- | ------------------ | ------------------ | ------------------ | ----------- | ----------- | ----------- | ------ | ------ | ------ |
| 2019            | Università di Dankook |                 | -          | -          | CCS             | 1               | 0               |                    | -                  | -                  | -           | -           | -           | 1      | 0      |        |
| 2022            | Gwangju               | KL2             | 36         | 1          | CCS             | 1               | 0               |                    | -                  | -                  | -           | -           | -           | 36     | 1      |        |
| 2023            | Gwangju               | KL1             | 34         | 2          | CCS             | 0               | 0               |                    | -                  | -                  | -           | -           | -           | 35     | 2      |        |
| 2024            | Gwangju               | KL1             | 3          | 0          | CCS             | 0               | 0               |                    | -                  | -                  | -           | -           | -           | 3      | 0      |        |
| Totale carriera | Totale carriera       | Totale carriera | 73         | 3          |                 | 2               | 0               |                    | -                  | -                  |             | -           | -           | 75     | 3      |        |

## Palmarès

### Club

#### Competizioni nazionali
- K League 2: 2

Gwangju: 2022

### Nazionale
- Giochi asiatici: 1

2022

### Individuale
- Miglior giovane della K League 1: 1

2023